# Škrilje, Metlika
Škrilje so naselje v Občini Metlika.